# Винтерборн (Палатинат)
Винтерборн (њем. Winterborn) општина је у њемачкој савезној држави Рајна-Палатинат. Једно је од 81 општинског средишта округа Донерсберг. Према процјени из 2010. у општини је живјело 189 становника. Посједује регионалну шифру (AGS) 7333083.

## Географски и демографски подаци
Винтерборн се налази у савезној држави Рајна-Палатинат у округу Донерсберг. Општина се налази на надморској висини од 309 метара. Површина општине износи 8,4 km². У самом мјесту је, према процјени из 2010. године, живјело 189 становника. Просјечна густина становништва износи 22 становника/km².